# Zeltlager (Rätsel)

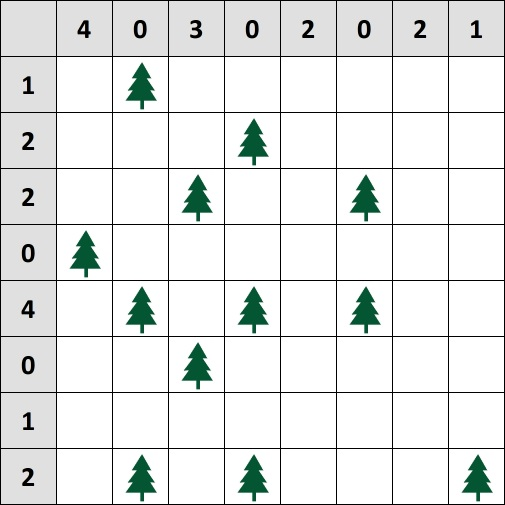
Aufgabe

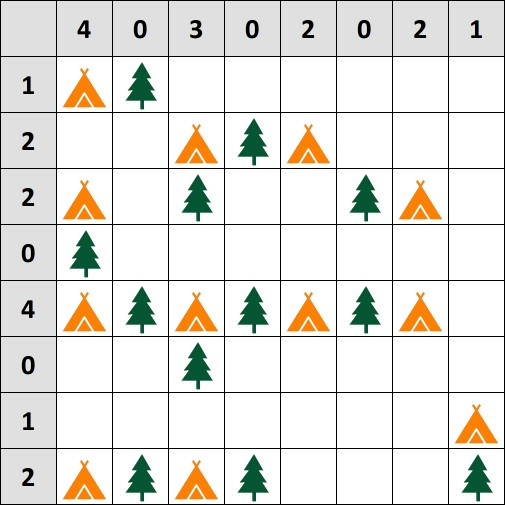
Lösung

Zeltlager ist ein logisches Rätsel oder Ratespiel, das in vielen Abwandlungen und unter verschiedenen Namen populär ist.

## Regeln
Zeltlager wird auf einem rechteckigen Gitter gespielt. Auf einigen Feldern sind Bäume eingezeichnet, an den Anfängen der Zeilen und Spalten stehen Zahlen.
Ziel ist es, zu jedem Baum ein Zelt einzuzeichnen, so dass die folgenden Regeln erfüllt sind:
- Das Zelt steht waagrecht oder senkrecht neben seinem zugehörigen Baum
- In jeder Zeile und Spalte stehen genau so viele Zelte, wie die Zahl am Rand angibt.
- Zwei Zelte dürfen nicht nebeneinander stehen, auch nicht diagonal.

## Geschichte
Zeltlager wurde im Jahr 1989 von Leon Balmaekers erfunden und von Peter Ritmeester in der Zeitschrift Breinbrekers
veröffentlicht. Es hieß damals Alle ballen verzamelen (niederländisch für Alle Bälle einsammeln).
Andere Namen für das Rätsel sind unter anderem: Zeltplatz, Zeltlager, Holzfäller, Gebäude und Wächter, Bienchen und Blümchen und Gut bewacht.